# (14871) Pyrame
(14871) Pyrame, désignation internationale (14871) Pyramus, est un astéroïde de la ceinture principale.

## Description
(14871) Pyrame est un astéroïde de la ceinture principale. Il fut découvert par Lutz D. Schmadel et Freimut Börngen le 13 octobre 1990 à Tautenburg. Il présente une orbite caractérisée par un demi-grand axe de 3,29 UA, une excentricité de 0,224 et une inclinaison de 0,99° par rapport à l'écliptique.
Il fut nommé en hommage à Pyrame, figure de la littérature classique. Pyrame et Thisbé sont deux amants dont l'union est interdite par leurs parents respectifs et dont la vie se termine en double suicide. Les deux amants sont finalement unis dans la ceinture d'astéroïdes, voir (88) Thisbé.

## Compléments